# 4180 Anaxagoras
A 4180 Anaxagoras (ideiglenes jelöléssel 6092 P-L) a Naprendszer kisbolygóövében található aszteroida. Cornelis Johannes van Houten,  Ingrid van Houten-Groeneveld,  Tom Gehrels fedezte fel 1960. szeptember 24-én.